# Lorenzo Previtali
Lorenzo Previtali (18 luglio 2005) è un pattinatore di short track italiano.

## Biografia
Si è messo in mostra al XV Festival olimpico invernale della gioventù europea di Vuokatti 2022, dove ha vinto l'oro nei 1000 m e l'argento nei 500, 1500 m e nella staffetta 3000 m mista.
Ai campionati europei di Dresda 2025 si è laureato campione continentale nella staffetta 5000 m con Luca Spechenhauser, Thomas Nadalini, Pietro Sighel e Mattia Antonioli.

## Palmarès
- Europei

Dresda 2025: oro nella staffetta 5000 m;
- Festival olimpico invernale della gioventù europea

Vuokatti 2022: oro nei 1000 m; argento nei 500; argento nei 1500 m; argento e nella staffetta 3000 m mista;